# Agnano
Agnano es una fracción  del municipio italiano de San Giuliano Terme, en la provincia de Pisa, en la Toscana.

## Historia
La población es mencionada por primera vez en un documento del año 1047, donde aparece el castillo de Agnano.  Inicialmente bajo el dominio de los Visconti de Pisa, el castillo pasó al pueblo de Lucca en 1169.  A mediados del siglo XIV, Giovanni Scarlatti, arzobispo de Pisa, inauguró en Agnano el primer monasterio olivetano, con la iglesia de San Girolamo adjunta.  Durante el siglo XV la localidad se hizo conocida por las estancias que allí pasaba Lorenzo de Médici, que poseía aquí una villa con una gran propiedad .  En Agnano también vivió Lorenzo Cybo, que pasó aquí sus últimos años de vida antes de su muerte en 1549. 
En 1833 el caserío contaba con 469 habitantes. 

## Monumentos y lugares de interés.
- Iglesia de San Jacopo, iglesia parroquial de la aldea, inicialmente estuvo dedicada a San Frediano y es recordada en 1150 como perteneciente a la parroquia de Calci. [5] La advocación de San Jacopo se produjo en 1598, al mismo tiempo que se realizaban trabajos de restauración del edificio. [5] Otra renovación importante se produjo en 1795 . [5] Gravemente dañada durante la Segunda Guerra Mundial, la iglesia fue reconstruida según el diseño de la arquitecta Beata Di Gaddo y consagrada por el arzobispo Ugo Camozzo el 25 de mayo de 1963. [5] La parroquia de Agnano se extiende sobre una superficie que cuenta con alrededor de 700 habitantes. [6]
- Villa di Agnano, fue construida por Lorenzo el Magnífico después de 1486 como pabellón de caza y lugar de reuniones de eruditos, en una posición estratégica tanto por su ubicación al pie del Monte Pisano como por las comodidades y riqueza de vegetación y agua, que hicieron un lugar ideal para vacaciones y caza. De hecho, el terreno le había sido concedido en enfiteusis por los Caballeros Hospitalarios de Altopascio en 1486, junto con la finca Spedaletto cerca de Volterra . Posteriormente pasó a Cybo Malaspina y luego a los Estensi de Módena . Vendido en 1889 a Oscar Tobler, todavía hoy pertenece a sus herederos. [7]